# Sofia Essaïdi
Sofia Essaïdi (àrab: صوفيا السعيدي, Ṣūfiyā as-Saʿīdī) (Casablanca, 6 d'agost de 1984) és una cantant francesa d'origen marroquí. També fa d'actriu, ballarina, toca el piano i percussió i compon a la guitarra.

## Infància i joventut
Sofia Essaïdi va ser escolaritzada a l'Institut Lyautey de Casablanca, i obtingué el títol de batxillerat S1 (Modalitat científica - Ciències de l'Enginyeria).

## Carrera
Del 30 d'agost al 13 de desembre de 2003, va participar en la tercera temporada del xou Star Academy de França, convertint-se en semifinalista. Finalment va acabar segona per darrere d'Elodie Frégé. Del 12 de març al 7 d'agost de 2004, va participar en la gira d'Star Academy, passant pel Marroc i Papeete, Tahiti, on va celebrar el seu vintè aniversari. Va llançar el seu primer àlbum anomenat Mon cabaret. Més tard, va protagonitzar l'espectacle musical Cléopâtre, la dernière reine d'Égypte, coreografiat per Kamel Ouali, que es va estrenar al Palais des Sports de París el 29 de gener de 2009. Recentment va protagonitzar la versió francesa de Dancing with the Stars. Va participar en els escalfaments previs amb la seva parella, Maxime Dereymez.

## Discografia

### Àlbums
| Any  | Informació                                                                               | Posició en llistes de consum musical | Posició en llistes de consum musical | Posició en llistes de consum musical |
| Any  | Informació                                                                               | FR                                   | SWI                                  | BEL                                  |
| ---- | ---------------------------------------------------------------------------------------- | ------------------------------------ | ------------------------------------ | ------------------------------------ |
| 2005 | Mon cabaret - Àlbum d'estudi - Llançat: 22 d'agost 2005 - Format: CD, descàrrega digital | 41                                   | 100                                  | 46                                   |
| 2008 | Cléopâtre, la dernière reine d'Égypte - Banda sonora musical - Llançat : 25 d'agost 2008 | 11                                   | 25                                   | 32                                   |

### Senzills
| Any  | Títol                                                             | Posició | Posició | Posició | Àlbum                                 |
| Any  | Títol                                                             | FR      | SWI     | BEL     | Àlbum                                 |
| ---- | ----------------------------------------------------------------- | ------- | ------- | ------- | ------------------------------------- |
| 2004 | «Roxanne»                                                         | 20      | 34      | 13      | Mon Cabaret                           |
| 2005 | «Mon cabaret»                                                     | –       | –       | –       | Mon Cabaret                           |
| 2005 | «Après l'amour» (solament senzill digital)                        | –       | –       | –       | Mon Cabaret                           |
| 2008 | «Femme d'aujourd'hui» (comèdia musical Cléopâtre)                 | 8       | 94      | 27      | Cléopâtre, la dernière reine d'Égypte |
| 2008 | «Une autre vie» (amb Florian Etienne) (comèdia musical Cléopâtre) | –       | –       | –       | Cléopâtre, la dernière reine d'Égypte |
| 2009 | «L'accord» (amb Christopher Stills) (comèdia musical Cléopâtre)   | 7       | –       | –       | Cléopâtre, la dernière reine d'Égypte |
| 2009 | «Bien après l'au-delà» (comèdia musical Cléopâtre)                | –       | –       | –       |                                       |

## Participació com a vocalista convidada
- 2004: «Et si tu n'existais pas»" (amb Toto Cutugno)
- 2007: «Il n'y a plus d'après» (amb Tomuya)
- 2010: «If» (com una de les artistes de «Collect If Aides 25 Ans»)
- 2010: «La voix de l'enfant» (amb Natasha St Pier i Bruno Solo)

## Premis
- 2009: NRJ Music Awards: grup francòfon/duet de l'any (per la seva participació com a co-estrella en el musical Cléopâtre)
- 2010: NRJ Music Awards: artista femenina francòfona de l'any
- 2010: Les jeunes talents de l'année 2009: millor actriu (12 de febrer de 2010)

## Filmografia
| Any       | Títol                   | Paper            | Director                             | Notes                     |
| --------- | ----------------------- | ---------------- | ------------------------------------ | ------------------------- |
| 2005      | Iznogoud                | Belbeth          | Patrick Braoudé                      |                           |
| 2009–2012 | Aïcha                   | Aïcha            | Yamina Benguigui                     | Sèries de TV (4 episodis) |
| 2012      | La clinique de l'amour! | Jennifer Gomez   | Artus de Penguern & Gábor Rassov     |                           |
| 2014      | Mea Culpa               | Myriam           | Fred Cavayé                          |                           |
| 2015      | Up & Down               | Leïla            | Ernesto Oña                          | Pel·lícula de TV          |
| 2017      | Murders in Auvergne     | Aurélie Lefaivre | Thierry Binisti                      | Pel·lícula de TV          |
| 2018      | Insoupçonnable          | Leila Baktiar    | Christophe Lamotte & Frédéric Garson | Sèries de TV (9 pisodis)  |
| 2019      | Kepler(s)               | Alice Hadad      | Frédéric Schoendoerffer              | Sèries de TV (6 episodis) |

## Obres teatrals
| Any       | Títol                                 | Paper       | Local             | Notes                                 |
| --------- | ------------------------------------- | ----------- | ----------------- | ------------------------------------- |
| 2009-2010 | Cléopâtre, la dernière reine d'Égypte | Cleòpatra   | Palais des Sports | Gira per França, Bèlgica i Suïssa     |
| 2018-2019 | Chicago                               | Velma Kelly | Théâtre Mogador   | Primera producció en llengua francesa |